# Imhotep (producteur)
Pour les articles homonymes, voir Imhotep (homonymie).
Imhotep, de son vrai nom Pascal Perez, né le 19 mai 1960 à Alger, est un compositeur, producteur, beatmaker et mixeur français. Il est principalement connu comme membre historique du groupe de rap français IAM, dont il se présente comme « l'architecte musical ». Il évolue également en parallèle dans d'autres styles musicaux.

## Biographie
Né à Alger dans une famille de pieds-noirs d'ascendance espagnole, il quitte l'Algérie à l'âge de deux ans après que le commerce de son grand-père a été victime de deux attentats de l'OAS. Il retourne cependant « tous les ans » dans le pays, de l'indépendance jusqu'au début de la décennie noire.
Avant de rejoindre IAM à la fin des années 1980, Imhotep pratique la musique dans différents groupes de blues, rock, reggae et de funk. C'est en s’initiant aux premières boîtes à rythmes et aux premiers samplers, que l'artiste prend conscience de l'immense étendue de la musique électronique. L'écoute de l'album Paid in full de Erik B. & Rakim lui a fait découvrir le réel potentiel des échantillonneurs.
Dès lors, il a largement participé à donner à IAM sa couleur musicale. « Historiquement, j'étais le premier à manipuler les samplers, les boites à rythmes, les claviers. Mon univers est de fouiller dans les vieux disques poussiéreux pour dégoter des petites boucles qu'on va ensuite réinterpréter ou réutiliser pour composer les musiques d'IAM ou d'autres » explique-t-il. Imhotep se revendique le premier beatmaker à utiliser des samples de musique méditerranéenne ou orientale,.
En parallèle à ses activités dans le hip-hop, Imhotep publie un album instrumental en 1998, Blue Print, mixé et enregistré au Maroc, à Essaouira. Imhotep est séduit par l'ambiance des rues de la cité et intègre à ses compositions ces rencontres sonores qui donneront le son si particulier de cet album. Celui-ci aura alors une réelle profondeur musicale et rythmique (se rapprochant de la lounge, du reggae et du dub), avec des influences de musique gnawa et nord-africaine, sorte de « trip hop méditerranéen »,. Avec son label Kif-Kif Production, il produit l'album Chroniques de Mars en 1998 et le premier album solo de Faf La Rage, C'est ma cause, en 1999.
L'année 2005 marque l'adhésion d'Imhotep au collectif Desert Rebel, une participation sur des projets musicaux en lien avec le guitariste touareg Abdallah ag Oumbadougou. Il produit ensuite les musiques du second opus des Chroniques de Mars en 2006, un album mettant en valeur les différents artistes de la scène rap marseillaise (Black Marché, Carré Rouge, Beretta, Chiens de paille, Troisième œil, Ligne 26, La Sale Équipe, Keny Arkana et bien d'autres encore). En 2008, Imhotep réalise la bande sonore du film, Les Barons de Nabil Ben Yadir.
En mai 2012 sort le deuxième projet solo d'Imhotep, Kheper. Il renoue avec la tradition ancestrale initiée sur Blue Print, un album entièrement instrumental ne correspondant à aucune étiquette connue, et pour lequel Imhotep propose le terme « ethnotronica », musique électronique inspirée des musiques du monde. En 2013, il publie Kheper Dub, qui reprend les morceaux de Kheper en version dub, suivi de Kheper Wax qui reprend Kheper et Kheper Dub sur disque vinyle en édition limitée.

## Engagement militant
Imhotep soutient l'association SOS Méditerranée et ses missions de sauvetage de migrants en Méditerranée[source insuffisante].
Imhotep est également engagé dans de nombreux mouvements comme ATTAC, Survie, , Resf, Bibliothèques sans frontières, Greenpeace, BDS, Décoloniser les arts, Kokopelli, Droit au logement, Terre des hommes, Alternatiba et CADTM.[réf. nécessaire]
Imhotep se revendique foncièrement antiraciste, anti-colonialiste, écologiste et anticapitaliste, et adversaire de l'extrême-droite. C'est-à-dire partisan d’une économie de marché sociale, solidaire, équitable (et locale quand c’est possible), il est donc plutôt altercapitaliste. Son anticapitalisme dénonce les dérives de l’ultralibéralisme et la dictature de la finance mondialisée.[réf. nécessaire]

## Discographie

### Albums studio
- 1998 : Blue Print
- 1998 : Chroniques de Mars Vol. 1
- 1999 : Chroniques d'Alger (promo sampler)
- 2001 : Breakin' Beat
- 2006 : Chroniques de Mars Vol. 2
- 2010 : Les Barons (bande-son)
- 2012 : Kheper
- 2013 : Kheper Dub
- 2014 : Kheper Wax

### Albums collaboratifs avecIAM
- 1990 : IAM Concept
- 1991 : ... de la planète Mars
- 1993 : Ombre est lumière
- 1997 : L'École du micro d'argent
- 2003 : Revoir un printemps
- 2007 : IAM Official Mixtape
- 2007 : Saison 5
- 2013 : Arts Martiens
- 2013 : ...IAM
- 2017 : Rêvolution
- 2019 : Yasuke
- 2021 : Rimes essentielles
- 2023 : HHHistory

### Participations
- 1998 : Cheb Mami - Parisien Du Nord
- 2002 : Erik Truffaz - Mantis
- 2002 : Marseille Reggae All Stars
- 2006 : Desert Rebel vol. 1
- 2007 : Desert Rebel vol. 2 - Ishumars Les Rockers Oubliés Du Désert
- 2008 : Idir - Marche sur Jérusalem avec Akhénaton (La France des couleurs)